# Cryptolithodes sitchensis
Cryptolithodes sitchensis är en kräftdjursart som beskrevs av Brandt 1853. Cryptolithodes sitchensis ingår i släktet Cryptolithodes och familjen trollkrabbor. Inga underarter finns listade i Catalogue of Life.

## Bildgalleri

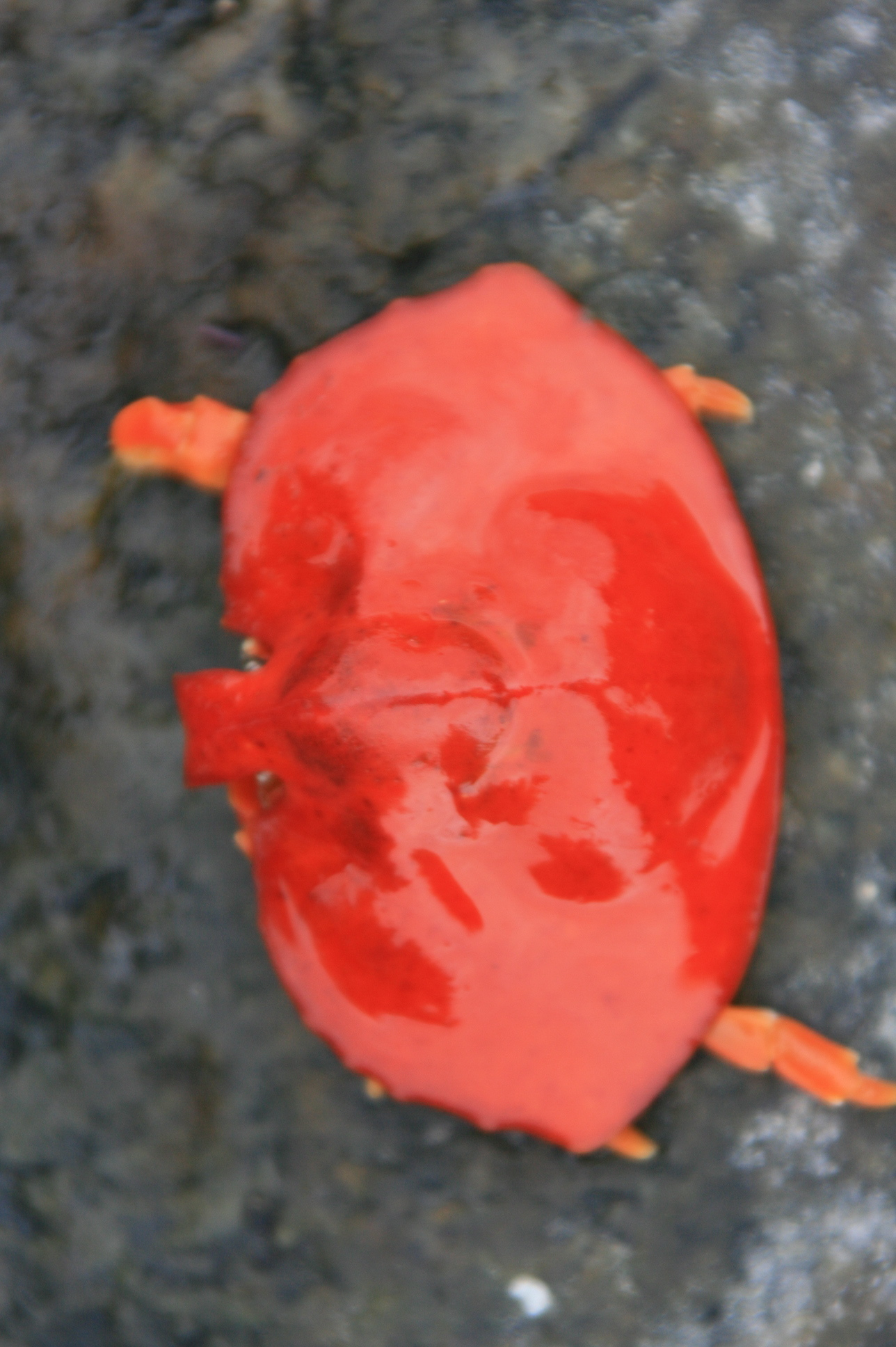
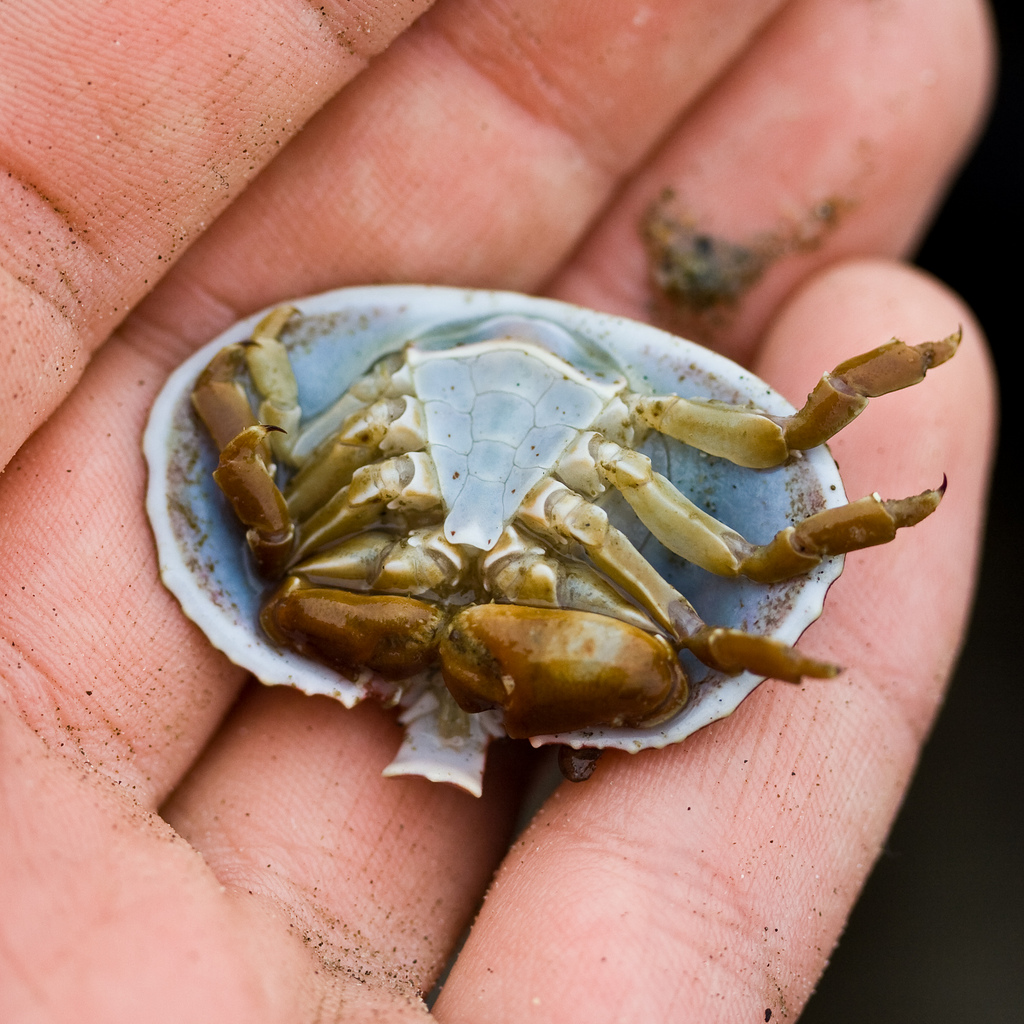